# Serviciu web
Un serviciu web este un serviciu pus la dispoziție utilizatorilor pe Internet. Multitudinea de protocoale și standarde disponibile începând de la sfârșitul secolului trecut în sfera Internetului au dat posibilitatea comunicării între aplicații pe sisteme aflate la distanțe mari, cu acces la Internet. Astfel, există sisteme ce oferă servicii de informare și procesare a informațiilor care în general sunt independente de platforma hardware; accesul la acestea se face prin servicii web.
Exemple clasice de servicii web de informare sunt aflarea cursului de bursă momentan al unei acțiuni anume sau aflarea condițiilor climaterice intr-un anumit punct de pe glob. Serviciile de prelucrare de informații pornesc de la cele mai banale servicii, cum ar fi execuția de operații aritmetice asupra unor numere, și până la servicii complexe cum ar fi serviciile de autentificare.

## Definiții
- Un serviciu web este o componentă software descrisă print-un modul WSDL care oferă posibilitatea de a fi accesată folosind protocoale de rețea standard de genul SOAP și HTTP. ( http://www.oasis-open.org/committees/wsia/glossary/wsia-draft-glossary-03.htm )
- Un serviciu web este un software care se pune la dispoziție pe Internet și care folosește un sistem de mesaje standardizat bazat pe XML. Pentru a găsi serviciul dorit și interfața publică a acestuia trebuie să existe mecanisme simple. ( http://www.factory3x5.com/more_info/glossary.xml Arhivat în 24 noiembrie 2005, la Wayback Machine. )
- Un serviciu web este o colecție de protocoale și standarde folosite pentru schimbul de date între aplicații sau sisteme. Aplicațiile software scrise în limbaje de programare diferite și care rulează pe diverse platforme pot folosi serviciile web pentru a face schimb de date pe rețea (Internet), într-o manieră oarecum asemănătoare comunicării între procesele de pe un singur calculator. Interoperabilitatea se datorează folosirii unor standarde publice adecvate.

## Servicii web
In ultima vreme ideea de serviciu web a luat o amploare în rândul siturilor web care oferă din ce în ce mai multe protocoale pentru trimiterea diverselor date către diferite tipuri și categorii de utilizatori. De la simple protocoale de RPC (destinate actualizării blog-urilor), RSS (și Atom), motoare sociale, meme-agregatoare, statistică și analiză, canale de feed-uri și multe alte servicii care se dezvoltă beneficiind de arhitecturile avansate, totuși flexibile, puse la dispoziție de tehnica modernă.

## RSS
RSS, prescurtare de la expresia engleză Really Simple Sindication, se dorește a fi un serviciu prin care utilizatorii pot afla știrile lor favorite în timp real de la cei care le furnizează. RSS-urile sunt larg acceptate și acestea sunt interpretate de aproape orice platformă conectată la rețea, fie că este vorba de un telefon mobil, un aparat mobil mic de tip PDA, laptop, sau chiar alte servicii de web. RSS-urile sunt calea instantă pentru știri.
Sunt bazate pe o structură tipizată în XML ce conține: titlu, link și descriere, alături de informațiile de timp și dată.